# Ebek közt a legszemtelenebb
Az Ebek közt a legszemtelenebb (eredeti cím: Rover Dangerfield) 1991-ben bemutatott amerikai rajzfilm, amelyet James L. George és Bob Seeley rendezett. Az animációs játékfilm producerei Willard Carroll és Tom L. Wilhite. A forgatókönyvet Rodney Dangerfield és Harold Ramis írta a zenéjét David Newman szerezte. A mozifilm a Hyperion Animation gyártásában készült, a Warner Bros. forgalmazásában jelent meg. Műfaja zenés filmvígjáték.
Amerikában 1991. augusztus 2-án mutatták be a mozikban, Magyarországon 1993 januárjában adták ki VHS-en.

## Szereplők
| Szereplő          | Eredeti hang        | Magyar hang          |
| ----------------- | ------------------- | -------------------- |
| Rover Dangerfield | Rodney Dangerfield  | Uri István           |
| Daisy             | Susan Boyd          | Matolcsi Mariann     |
| Eddie             | Ronnie Schell       | Szokol Péter         |
| Rocky             | Sal Landi           | Szabó Sipos Barnabás |
| Connie            | Shawn Southwick     | Kökényessy Ági       |
| Danny             | Dana Hill           | Szuper Levente       |
| Cal               | Gregg Berger        | Csuja Imre           |
| Raffles           | Ned Luke            | Melis Gábor          |
| Katie             | Heidi Banks         | Spilák Klára         |
| Champ             | Eddie Barth         | Szalay Imre          |
| Mugsy             | Ron Taylor          | Cs. Németh Lajos     |
| Bruno             | Ron Taylor          | Barbinek Péter       |
| Sparky            | Chris Latta         | Szűcs Sándor         |
| Ló                | Chris Latta         | Bartucz Attila       |
| Count             | Paxton Whitehead    | Pathó István         |
| Queenie           | Tress MacNeille     | Pathó István         |
| Tyúk              | Tress MacNeille     | Kassai Ilona         |
| Pulyka            | Tress MacNeille     | Martin Márta         |
| Duke              | Robert Pine         | Wohlmuth István      |
| Max               | Bert Kramer         | Imre István          |
| Lem               | Dennis Blair        | Rosta Sándor         |
| Clem              | Don Stewart         | Rosta Sándor         |
| Halászok          | Owen Bush           | Zágoni Zsolt         |
| Halászok          | Kenneth White       | Varga Tamás          |
| Nagy főnök        | Christopher Collins | Varga Tamás          |
| Gengszter         | Bob Bergen          | Varga Tamás          |
| Disznó            | Bob Bergen          | Kardos Gábor         |

## Betétdalok
| Dal                                         | Előadó             |
| ------------------------------------------- | ------------------ |
| It's A Dog's Life                           | Rodney Dangerfield |
| Somewhere There's A Party                   | Rodney Dangerfield |
| I'd Give Up A Bone For You                  | Rodney Dangerfield |
| I'm In Love With The Dog Next Door          | Rodney Dangerfield |
| I'll Never Do It On A Christmas Tree        | Rodney Dangerfield |
| I Found a Four-Leaf Clover When I Met Rover | Susan Boyd         |
| Respect                                     | Aretha Franklin    |

## Televíziós megjelenések
HBO, TV3 